# Edoardo Gaffeo
Edoardo Gaffeo (Rovigo, 12 de agosto de 1967) es un docente universitario, economista y político italiano, alcalde de Rovigo desde 2019.

## Biografía
Nació en Rovigo, se licenció en 1992 en Economía y Negocios en la Universidad de Bolonia. Sucesivamente, en 1997, consiguió  un Doctorado en Economía Política en la Universidad Politécnica de las Marcas. Comenzó su carrera universitaria como investigador, aunque con un paréntesis entre 1997 y 1999, cuando trabajó en el Centro Estudios de Confindustria (Confederación General de la Industria Italiana, la principal organización representativa de las empresas manufactureras y de servicios italianas). En 2010 llegó a ser Profesor Asociado de Economía Política en el Ateneo de Trento.
Fue miembro del consejo de administración del Centro equipado para la recogida y clasificación de mercancías transportadas por carretera y ferrocarril de Rovigo y de la Fundación Caja de Ahorro de Padua y Rovigo del grupo Intesa Sanpaolo. 

### Política
Después de la caída anticipada de la junta municipal dirigida por el alcalde Massimo Bergamin, a las elecciones municipales de 2019 Gaffeo presentó su candidatura a la alcaldía de la capital de la provincia del Polesine, con el respaldo del Partido Democrático y de dos agrupaciones municipales.  A la primera sesión de voto Gaffeo obtuvo el 25% de los votos, accediendo a la segunda sesión contra la candidata de centro-derecha que consiguió el 38% de los apoyos. El 9 de junio de 2019, Gaffeo logró vencer las elecciones con el 50,9% de los votos contra el 49,1% de la oponente, con una diferencia de 390 votos, revirtiendo el resultado emergido de la sesión anterior. Se instaló oficialmente como alcalde el 13 de junio de 2019.

## Otros proyectos
- Wikimedia Commons contiene imágenes u otros archivos sobre Edoardo Gaffeo